# Patricia Norris
Patricia Norris (22 de março de 1931 - Califórnia, 20 de fevereiro de 2015) foi uma figurinista e diretora de arte norte-americana.

## Carreira
O primeiro crédito de Norris como figurinista foi por The Late Liz (1971). Ela continuou a fazer design de roupas para vários filmes icónicos da década de 1970 e década de 1980, incluindo Capricorn One (1977), Days of Heaven (1978), Victor Victoria (1982) e Scarface (1983).
Em 1980, ela desenhou os figurinos para The Elephant Man (1980), a primeira de muitas colaborações com o director David Lynch. Para o seu seguinte projecto com David Lynch, Blue Velvet, ela recebeu seu primeiro crédito como desenhista de produção, assumindo a responsabilidade pela totalidade da decoração do filme, não apenas pelos figurinos.
Norris continuou a trabalhar em todos os filmes de Lynch, até The Straight Story (1999).

## Prémios
Norris foi nomeada seis vezes para o Óscar de Melhor Figurino por Days of Heaven, The Elephant Man, Victor Victoria, 2010, Sunset e 12 Years a Slave. Ela ganhou o Emmy Award de Melhor Figurino em Série para o episódio piloto de Twin Peaks.
Em 2010, ela recebeu um Lifetime Achievement Award para o Art Directors Guild of America.